# Operațiunea Thunderball
Operațiunea Thunderball este un film britanic de spionaj⁠(d) din 1965 cu Sean Connery în rolul principal; este al patrulea film din seria James Bond. Este o adaptare a romanului cu același nume⁠(d) al lui Ian Fleming din 1961. Richard Maibaum și John Hopkins au scris scenariu, iar regia îi aparține lui Terence Young, la al treilea film din această serie și ultimul.
Este primul film din serie în sistemul ecran lat Panavision și primul cu o durată de peste două ore.
A obținut câștiguri în întreaga lume de 141,2 milioane de dolari, ceea ce ajustat la inflația anuală ar însemna în 2023 1.365.200.000 de dolari americani.
La premiile Oscar filmul a câștigat premiul pentru cele mai bune efecte vizuale.

## Prezentare
Agentul SPECTRE Emilio Largo elaborează un plan pentru a șantaja NATO prin deturnarea a două bombe atomice dintr-un bombardier RAF Avro Vulcan în timpul unui exercițiu de antrenament. În timpul sejurului la stațiunea balneară Shrublands, agentul SPECTRE Contele Lippe îl ucide pe pilotul Forțelor Aeriene Franceze François Derval și îl înlocuiește cu Angelo Palazzi, a cărui față a fost modificată chirurgical pentru a se potrivi cu cea a lui Derval. În ultimul moment, Palazzi cere mai mulți bani, la care agenta SPECTER Fiona Volpe acceptă. Palazzi deturnează bombardierul, ucigând echipajul și îl amerizează în ape puțin adânci din Bahamas. În timp ce bombele sunt recuperate de oamenii lui, Largo îl ucide pe Palazzi.
Agentul secret britanic James Bond, care se recuperează la Shrublands după ce l-a ucis pe asasinul SPECTRE Jacques Bouvar, îl observă pe Lippe și îl ține sub observație, descoperind cadavrul lui Derval. La întoarcerea la Londra, Bond se trezește vizat de Lippe. Volpe îl ucide pe Lippe. Toți agenții 00 sunt puși în alertă maximă după ce SPECTRE amenință că un oraș important din Statele Unite sau Regatul Unit va fi distrus dacă nu sunt plătiți cu 100 de milioane de lire sterline în șapte zile. Bond solicită lui M să fie repartizat în Nassau, Bahamas, pentru a o contacta pe sora lui Derval, Domino, după ce l-a recunoscut pe Derval drept cadavrul găsit în stațiune.
Bond se întâlnește cu Domino, despre care află că este amanta lui Largo. Bond se întâlnește cu prietenul său, agentul CIA Felix Leiter, și cu colega acestuia, Paula Caplan, precum și cu Q, pentru a primi echipamente, inclusiv o cameră infraroșu subacvatică și un aparat de respirat subacvatic în miniatură. Investigând nava lui Largo, Disco Volante, el observă o trapă subacvatică. El îl vizitează pe Largo la moșia lui în timpul nopții și descoperă că Paula a fost răpită și s-a sinucis mai degrabă decât să vorbească. Bond se sustrage de oamenii lui Largo în timpul unei sărbători Junkanoo. Volpe îl ajunge din urmă pe Bond, dar este ucisă când se așază în fața lui Bond care fusese luat la țintă.
Bond și Leiter găsesc avionul camuflat sub apă, împreună cu corpurile lui Palazzi și ale echipajului. Bond îi dezvăluie lui Domino că fratele ei a fost ucis de Largo, iar ea ajută la căutarea Disco Volante. Largo o capturează. Bond îl înlocuiește pe unul dintre oamenii lui Largo în timp ce SPECTRE se pregătește să mute bombele și află unde este mutată una dintre ele înainte de a fi descoperit și lăsat în urmă. El și Leiter obligă Garda de Coastă și Marina SUA să lupte cu echipajul Disco Volante și să recupereze una dintre bombe într-o luptă subacvatică. Bond îl urmărește pe Largo și se agață de Disco Volante în timp ce barca devine un hidroglisor. Bond urcă pe punte și îi învinge pe oamenii lui Largo, apoi luptă chiar cu Largo. Largo este pe cale să-l împuște pe Bond când Domino îl ucide, după ce fizicianul său nuclear Ladislav Kutze o eliberase. Cei trei scapă de pe Disco Volante cu câteva secunde înainte ca aceasta să se lovească de stânci și să explodeze. Bond și Domino sunt preluați de un avion.

## Distribuție
- Sean Connery : James Bond
- Claudine Auger : Domino Vitali
- Adolfo Celi : Emilio Largo
- Luciana Paluzzi : Fiona Volpe
- Rik Van Nutter : Felix Leiter
- Martine Beswick : Paula Caplan
- Guy Doleman : Contele Lippe
- Molly Peters : Patricia „Pat” Fearing
- Bernard Lee : « M »
- Lois Maxwell : Miss Moneypenny
- Desmond Llewelyn : « Q »

## Muzica
John Barry redevine compozitorul coloanei sonore. Tot el compune melodia care ar fi trebuit să apară pe genericul filmului, Mr. Kiss Kiss, Bang Bang, înregistrată de Shirley Bassey, apoi reînregistrată de Dionne Warwick.. Însă United Artists insistă ca titlul cântecului să fie același cu cel al filmului. Astfel, John Barry scrie de urgență melodia Thunderball în colaborare cu Don Black, cântec interpretat de galezul Tom Jones. 